# Claude Le Maguet
Pour les articles homonymes, voir Salives (homonymie).
Jean (ou Jean-Baptiste) Salives, dit Claude Le Maguet, est un militant anarcho-syndicaliste, pacifiste, typographe, écrivain et directeur de revues, né le 27 avril 1887 à Albas (Lot) et mort le 14 juillet 1979 à Chêne-Bougeries. Il a vécu en France, en Belgique et en Suisse.
Il est, avec Frans Masereel, Cécile Noverraz et Albert Ledrappier, l'un des fondateurs de la revue les Tablettes.
Il est l'auteur de plusieurs manifestes sur le militantisme.

## Œuvres
- Les Anarchistes et le cas de conscience, Librairie sociale, 1921.
- Anthologie des écrivains réfractaires de langue française, Les Humbles, août-octobre 1927.
- Le Temps pardonné, Poèmes, préface de Charles Vildrac, bois de Lucien Jacques, 1954.